# والت مينيك
والت مينيك (بالإنجليزية: Walt Minnick)‏ (و. 1942 – م) هو سياسي من الولايات المتحدة الأمريكية ولد في والا والا، واشنطن.
وهو عضو في الحزب الديمقراطي الأمريكي .

## التعليم
تعلم في كلية هارفارد للحقوق، وجامعة هارفارد.